# Laloubère
Laloubère település Franciaországban, Hautes-Pyrénées megyében. Lakosainak száma 1858 fő (2022. január 1.). Laloubère Tarbes, Horgues, Odos és Soues községekkel határos.

## Népesség
A település népességének változása:
| Lakosok száma | 1944 | 1902 | 1987 | 1883 | 1880 | 1877 | 1874 | 1869 | 1858 |
|               | 2013 | 2015 | 2016 | 2017 | 2018 | 2019 | 2020 | 2021 | 2022 |